# Romanshorn
Romanshorn est une commune suisse du canton de Thurgovie, située dans le district d'Arbon, au bord du lac de Constance.

## Culture et patrimoine

### Héraldique
| Blason | Blasonnement : D'or au cor renversé de sable posé en barre. |

### Monuments et curiosités

Photo aérienne prise à 300 m par Walter Mittelholzer (1924).

L'ensemble formé par le port, la gare et les entrepôts attenants est inscrit comme bien culturel suisse d'importance nationale, de même que l'ancienne église paritaire et l'église Saint-Jean-Baptiste.

### Personnalités
- Jean-Adolphe Michel (1878-1967), diplomate et photographe, né à Romanshorn.
- Augustine De Rothmaler (1859-1942), pédagogue belge a étudié à Romanshorn.
- Kurt Imhof (1956-2015), sociologue, est né à Romanshorn.

## Transports
La gare de Romanshorn est également le départ de la route cycliste nationale appelée Route Mittelland et qui conduit à Lausanne dans le canton de Vaud. Des bacs desservent également Friedrichshafen en Allemagne, située sur l'autre rive du lac de Constance.